# فا شیا
فا شیا، فرمانروای اسطوره‌ای چین باستان از دودمان شیا بود. او پس از گائو و پیش از جیه فرمان راند. در زمان فرمانروایی او،  زمین لرزه‌ای در نزدیکی کوه تای در شاندونگ روی داد.